# Bathyarca cybaea
Bathyarca cybaea is een tweekleppigensoort uit de familie van de Arcidae. De wetenschappelijke naam van de soort is voor het eerst geldig gepubliceerd in 1906 door Hedley.